# 愛国丸 (大家七平)
愛国丸は大阪の大家七平所有の鉄製汽船。次いで大阪商船の船となり、日露戦争で閉塞船として使用され沈んだ。1721総トン。
前身は1879年にイギリスで建造されたドイツ船「リディア (Lydia)」で、1892年に大家所有となった。
1894年、大阪の小倉商会によりチャーターされた「愛国丸」はハワイへの私的移民第一船として500人を運んだ。
1903年11月13日、大阪商船が大家より購入。
1904年5月2日から3日の夜、第三回旅順口閉塞作戦に参加。「愛国丸」は十二番船で指揮官は犬塚太郎大尉であった。「愛国丸」は港口へ突進した際に触雷して沈没し、24名中8名が行方不明となった。他の者はボートに乗って沖に出たところで水雷艇「隼」に救助された。